# Soldados de Egipto
Soldados de Egipto o Ajnad Misr   fue un grupo armado islamista salafista que operó mayormente en El Cairo, Egipto. El grupo fue fundado por Humama Muhammed en 2013, después de separarse del grupo Ansar Bait al-Maqdis. El grupo afirma que sus ataques son una "retribución" por la masacre de Rabaa de agosto de 2013. El grupo tiene  como objetivo únicamente a las fuerzas de seguridad, advirtiendo a los civiles de la presencia de las bombas que ha colocado.
El Tribunal de Urgencia de El Cairo declaró al grupo como terrorista el 22 de mayo de 2014. Ha sido una organización proscrita en Reino Unido en virtud de la Ley contra el terrorismo del 2000 desde el 28 de noviembre de 2014. El Departamento de Estado de los Estados Unidos lo designó organización terrorista el 18 de noviembre del 2014.
El 5 de abril de 2015, Hammam Mohamed Attiyah, fundador de Soldados de Egipto, fue asesinado durante una redada en El Cairo. El grupo confirmó más tarde que fue sucedido por Ezz al-Din al-Masry.

## Ataques

### 2014
- El grupo se adjudica una serie de explosiones[14] que ocurrieron el 24 y 25 de enero de 2014 y que finalmente mató a cuatro policías e hirió a 100 personas,[15][16] Ansar Bait al-Maqdis indicó que soldados de Egipto habían ejecutado uno de los atentados, a pesar de que Ansar Bait al-Maqdis inicialmente se atribuyó la responsabilidad de todos los atentados.[17]
- 31 de enero: Un artefacto explosivo explota contra un vehículo con agentes de las Fuerzas Centrales de Seguridad (CSF), hiriendo a un agente.[18][19] El mismo día, un doble ataque contra un campamento del CSF en Guiza dejando a un oficial herido.[20][21]
- El grupo se atribuyó la responsabilidad de dos atentados con bombas ocurridos el 7 de febrero de 2014, que dejaron heridos a seis agentes de la Policía Nacional Egipcia (PNE).[7][22]
- El grupo afirmó haber matado a un policía e herido a ocho personas en un atentado con bomba el 13 de febrero de 2014 cerca de una comisaría de policía en 'Ain Schams.[23]
- El grupo se adjudica un atentado en ciudad Seis de Octubre el 5 de marzo de 2014.[24][25]
- Soldados de Egipto se adjudica el atacó un coche de policía estacionado cerca de la embajada de Israel en El Cairo el 11 de marzo.[24][26]
- El grupo colocó una bomba en ciudad Nasr el 29 de marzo de 2014.[24][27]
- 2 de abril: Un civil y un general de policía murieron y cuatro personas resultaron heridas en un cuádruple bombardeo coordinado en la Universidad de El Cairo en Guiza.[28][29]
- 10 de abril: un militante arrojó un artefacto explosivo debajo del vehículo de un capitán de policía, detonando e hiriendo al oficial, en 6 de octubre, Guiza.[5][30][31] El mismo día, artefacto explosivo explota en la plaza El-Houssari, sin dejar víctimas.[30]
- 15 de abril: Dos policías y un civil heridos por una bomba en Guiza.[5][32]
- 18 de abril; Un oficial de policía murió y otro resultó herido por el grupo en el área de Lebanon Square, Mohandessin.[33][5][34]
- 23 de abril: El grupo mató al general de brigada Ahmed Zaki de las Fuerzas de Seguridad Centrales en el 6 de octubre, Guiza.[33][35]
- 30 de junio: Un cuádruple bombardeo coordinado en el Palacio Ittihadiya en distrito de Heliópolis, El Cairo. Las explosiones matan a dos agentes y hieren a otros 10.[9][36][37]
- 21 de septiembre: Un dispositivo improvisado cerca de un puesto de control de la Policía Nacional Egipcia (ENP) en el barrio de Boulaq Abu El-Ela, El Cairo, mató a dos policías e hirió a seis más.[38][39]
- 14 de octubre: Un dispositivo explosivo detona cerca de una estación de metro y del Tribunal Superior de Justicia en la calle Ramsés de El Cairo y deja 13 civiles heridos.[40][41]
- 22 de octubre: El grupo se atribuyó la responsabilidad de un atentado con bomba ocurrido el 22 de octubre de 2014 cerca de la Universidad de El Cairo que hirió a 11 personas.[42][43]
- 20 de noviembre; Los militantes lanzaron un artefacto explosivo que detonó cerca de un puesto de control de la ENP en Helwan (cerca de la Universidad de Helwan), El Cairo, dejando cinco agentes heridos.[44][45][46]
- El grupo hirió a cuatro policías en un atentado con bomba ocurrido el 5 de diciembre de 2014 cerca de la Universidad Ain Shams.[47]

### 2015
- El grupo mató a un policía e hirió a tres civiles en un atentado con bomba en enero de 2015 en el distrito de Talbia de Guiza.[48]
- 22 de enero: un agresor arrojó un artefacto explosivo contra el palacio presidencial en Misr Al Gadida, El Cairo, dejando a un oficial herido.[49]
- 23 de enero: Una bomba explota en el barrio de Alf Maskan, El Cairo, y deja cuatro agentes y un civil heridos.[50][51] Dos días después, un doble ataque en un aniversario de la Revolución egipcia dejó tres oficiales heridos en El Cairo.[52][53]
- 13 de febrero; una explosión con un dispositivo improvisado mató a un policía e hirió a siete policías y a un civil en el barrio de Ain Shams, El Cairo.[54]
- 28 de marzo; Un artefacto improvisado explota en una estación de metro cerca de la Universidad de El Cairo, dejando cuatro oficiales y cuatro civiles heridos.[23][55]
- 5 de abril: El grupo se atribuyó la responsabilidad de un atentado con bomba en un puesto de control de la ENP en Zamalek que mató a un oficial e hirió a tres más. Ajnad Misr reivindicó el ataque.[56][57]
- 13 de abril; Dispositivos explosivos estallan contra una Torre de transmisión, en Ciudad 6 de octubre, Guiza, dejando graves daños a la infraestructura eléctrica.[58][59]
- 16 de julio: Un artefacto explosivo explota frente a un edificio en Roxy Square, Heliópolis, dejando a un oficial herido.[60][61]
- 10 de agosto; Un dispositivo improvisado explota contra un puesto de vigilancia de tráfico cerca de un juzgado en El Cairo, matando a un capitán de policía e hiriendo a tres más.[62][63]